# Ramot Jisachar
Ramot Jisachar (hebrejsky רמות יששכר‎, doslova „Výšiny Isacharu“) je náhorní planina v Izraeli. Rozkládá se v nadmořské výšce cca 100 až 200 metrů v Dolní Galileji. Na jihu je ohraničena Charodským údolím, na severu údolím vodního toku Nachal Tavor, na západě horským masivem Giv'at ha-More a na východě údolím řeky Jordán.

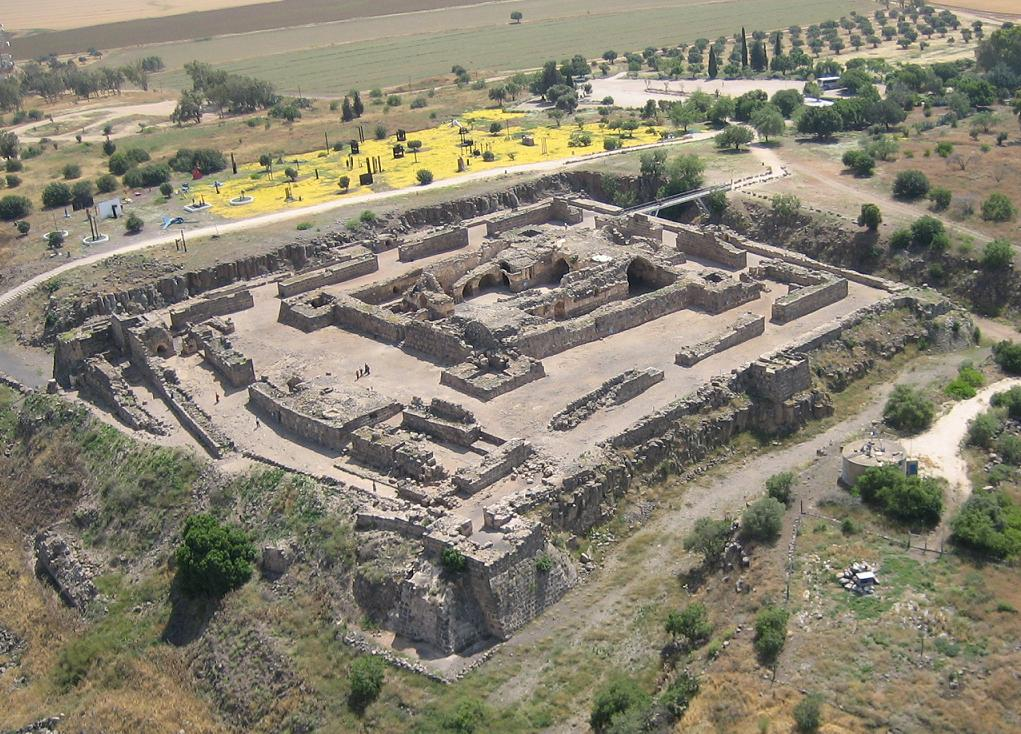
Křižácká pevnost Belvoir na východním okraji Ramot Jisachar

Mošav Moledet

Většinou je tvořena čedičem. Mírně zvlněný terén náhorní plošiny člení jen mělká údolí některých menších vodních toků, z nichž nejvýznamnější je Nachal Jisachar. Výrazněji klesá terén směrem do údolí Nachal Tavor a zejména na východním okraji oblasti, kde se propadá strmě do údolí řeky Jordán. Žije tu početná populace jelenů.
Jméno získala podle biblického kmene Isachar, který sídlil v tomto regionu a který je zmiňován například v Knize Numeri 2, 5.
Ramot Isachar patří k řídce zalidněným regionům severního Izraele. Ve starověku je zde doloženo husté židovské osídlení. V dobách křižáckých států tu byla nad údolím Jordánu postavena křižácká pevnost Belvoir, dodnes dochovaná. Před válkou v roce 1948 zde existovalo jedenáct arabských vesnic, jejichž obyvatelé se sem většinou přistěhovali během 19. století z oblastí severního Samařska. Osm z těchto vesnic bylo v roce 1948 vysídleno. Tři zbývající tu existují dodnes. Jde o obce Na'ura, Tajbe a Tamra. Kromě nich tu vzniklo i několik židovských vesnic (Ramat Cvi a Moledet), většinou ale situovaných na jižní a západní okraj oblasti, která tak ve své většině zůstává krajinou bez lidských sídel.